# Windpark Stößen-Teuchern
Der Windpark Stößen-Teuchern oder auch kurz Windpark Stößen ist ein in Betrieb befindlicher Windpark in Stößen im Burgenlandkreis (Sachsen-Anhalt) mit einer installierten Leistung von 271,49 MW. Der Windpark wurde in mehreren Bauphasen ab 1996 errichtet.

## Technik
Im Sommer 2010 wurden drei Enercon E-126 dem Windpark hinzugefügt. Diese waren zu dem Zeitpunkt die leistungsfähigsten Windenergieanlagen der Welt. Jede E-126 verfügt über eine Leistung von 6 MW, eine Nabenhöhe von 135 m und einen Rotordurchmesser von 127 m. Die drei Anlagen haben einen prognostizierten Jahresertrag von etwa 41 GWh.
Außer diesen Anlagen gibt es in diesem Windpark noch folgende Anlagen:
- 15× Enercon E-66/15.66 (1,5 MW) Baujahr 1999 und 2000 und 2001 und 2002
- 13× Enercon E-70 (2 MW) Baujahr 2005 und 2006 und 2007
- 1× Enercon E-70 E4 (2,3 MW) Baujahr 2012
- 6× Enercon E-82 (2 MW) Baujahr 2010
- 16× Enercon E-82 E2 (2,3 MW) Baujahr 2010 und 2012 und 2013 und 2014 und 2017
- 6× Enercon E-101 (3,05 MW) Baujahr 2013 und 2014
- 4× Vestas V112-3.3MW (3,3 MW) Baujahr 2014
- 3× Enercon E-115 (3 MW) Baujahr 2017 und 2018
- 3× Enercon E-126 EP3 4.0 (4 MW) Baujahr 2020
- 3× Enercon E-126 EP8 (6 MW) Baujahr 2010
- 4× Enercon E-138 EP3 E1 (3,5 MW) Baujahr 2020
- 13× Enercon E-138 EP3 E2 (4,2 MW) Baujahr 2022 und 2023 und 2024 und 2025
- 1× Enercon E-103 EP2 (2,35 MW) Baujahr 2023
- 4× Enercon E-115 EP3 E3 4.2 (4,2 MW) Baujahr 2022 und 2023 und 2025
- 3× Enercon E-138 EP3 E3 (4,26 MW) Baujahr 2025
- 6× Enercon E-160 EP5 E3 (5,56 MW) Baujahr 2024 und 2025

Anfang 2018 wurden noch 3× Enercon E-115 mit jeweils 3 MW in Betrieb genommen. 2020 wurde ein Repowering durchgeführt. Abgebaut wurden 10× GE Wind Energy 1.5sl für 3× Enercon E-126 EP3 4.0  und 4× Enercon E-138 EP3 E1 .2014 und 2022 und 2024 wurden 5× Enercon E-40 5.40 und 1× Enercon E-66 15.66 abgebaut.
2022 wurde ein weiteres Repowering durchgeführt. Abgebaut wurden 2× Enercon E-66 15.66 für 1× Enercon E-138 EP3 E2. 2022 wurde eine Erweiterung durchgeführt errichtet wurden 2× Enercon E-138 EP3 E2 und 1× Enercon E-115 EP3 E3-4.2. 2023/2024 wurde ein weiteres Repowering durchgeführt. Abgebaut wurden 2× Enercon E-70 und 4× GE Wind Energy 1.5sl und 1× Enron Wind 1.5sl und 7× Enercon E-66 15.66 für 2× Enercon E-160 EP5 E3 und 8× Enercon E-138 EP3 E2 und 2× Enercon E-115 EP3 E3-4.2 und 1× Enercon E-103 EP2. 2024/2025 wird ein weiteres Repowering durchgeführt. Abgebaut wurden 3× GE Wind Energy 1.5sl und 7× Enercon E-66 15.66 für 4× Enercon E-160 EP5 E3 und 3× Enercon E-138 EP3 E3 und 2× Enercon E-138 EP3 E2 und 1× Enercon E-115 EP3 E3-4.2. Und ein weiteres Repowering ist für 2025 geplant Abgebaut werden sollen 8× Enercon E-66 15.66 und ein Teil der Enercon E-70 für 3× Enercon E-138 EP3 E3 und 10× Enercon E-138 EP3 E2 und 1× Enercon E-115 EP3 E3-4.2 Und ein weiteres Repowering ist auch noch geplant Abgebaut werden sollen 6× Enercon E-70 und 7× Enercon E-66 15.66 für 6× Enercon E-175 EP5 E2 und 8× Enercon E-160 EP5 E3 R1 und 5× Enercon E-138 EP3 E3.

## Betrieb
Der Windpark wird von den Unternehmen Germania Windpark, Drewag und Lorica betrieben. Die drei E-126-Anlagen werden von der Stößen-Wind GmbH & Co. KG I, II und III betrieben.